# Ројалтон (Минесота)
Ројалтон (енгл. Royalton) град је у америчкој савезној држави Минесота.

## Демографија
По попису из 2010. године број становника је 1.242, што је 426 (52,2%) становника више него 2000. године.
| Група             | 2000.       | 2010.         |
| Белци             | 799 (97,9%) | 1.221 (98,3%) |
| Афроамериканци    | 0 (0,0%)    | 0 (0,0%)      |
| Азијати           | 0 (0,0%)    | 5 (0,4%)      |
| Хиспаноамериканци | 7 (0,9%)    | 11 (0,9%)     |
| Укупно            | 816         | 1.242         |